# Julio Frenk Mora
Julio Frenk Mora (Ciudad de México, 20 de diciembre de 1953) es un médico mexicano. Fue secretario de Salud durante el sexenio de Vicente Fox entre 2000 y 2006.

## Biografía
Hijo del médico endocrinólogo Silvestre Frenk, sobrino de la filóloga y traductora Margit Frenk y nieto de la traductora y escritora Mariana Frenk-Westheim.
Julio Frenk es médico cirujano egresado de la Universidad Nacional Autónoma de México y tiene una maestría en Salud Pública en la Universidad de Míchigan. Se ha desempeñado como maestro en la Escuela de Salud Pública de México, Colegio de México y la UNAM.
Su creación escrita incluye 28 libros y monografías, además de gran número de artículos en revistas especializadas y diversas publicaciones.
En 1988 fue designado Director Ejecutivo de Investigación e Información para las Políticas de la Organización Mundial de la Salud con sede en Ginebra, Suiza.
El 1 de diciembre de 2000 fue designado secretario de Salud en el gobierno de Vicente Fox. Durante su periodo se funda la COFEPRIS siendo la primera agencia regulatoria de salud en México.
Ha sido en dos ocasiones candidato a la Dirección General de la Organización Mundial de la Salud, en las cuales no ha alcanzado el puesto. 
Es consejero de la Fundación Bill & Melinda Gates y fue designado por Carlos Slim como director general del Instituto Carso de la Salud.
Desde el 1 de enero de 2009 es decano de la Escuela de Salud Pública T.H. Chan de la Universidad Harvard, y el 13 de abril de 2015 se anunció que habría de ser el sexto presidente de la Universidad de Miami, y primer presidente hispano, cargo al que accedió en septiembre de 2015.